# Лесовой, Андрей Львович
Лесовой Андрей Львович (16 [29] октября 1902, Боковое, Херсонская губерния — 1982, Москва) — генерал-майор, доктор военных наук, профессор кафедры и начальник факультета Военной академии им. Фрунзе.

## Биография
Родился 16 октября 1902 года в с. Боковая Александрийского уезда Херсонской губернии в семье крестьян Льва Виссарионовича и Матрены Петровны Лесовых.
Окончил артиллерийское отделение объединённой военной школы им. ЦИК (Центрального Исполнительного комитета) в Кремле, Московскую военную академию бронетанковых и моторизованных войск (1937), академию Генерального штаба (1941).
Участник боёв на Халхин-Голе (1939) — командир танковой бригады, Великой Отечественной войны . Воевал на Юго-Западном, Калининском, Первом Прибалтийском фронтах. За годы войны прошел путь от начальника штаба 142-й танковой бригады Юго-Западного фронта (1941), командира 21-й танковой бригады (1941-42) до заместителя командира бронетанковых и моторизованных войск 1-го Прибалтийского фронта (1944), командира бронетанковых и моторизованных войск 11-й гвардейской армии (1945).
После войны работал в Военной академии им. Фрунзе преподавателем, где был ординарным профессором кафедры и начальником факультета. Воинское звание — генерал-майор.

## Награды
- Орден Ленина (20.06.1949)[1]
- Орден Красного Знамени (05.11.1941)[1]
- Орден Красного Знамени (03.11.1944)[1]
- Орден Красного Знамени (30.04.1954)[1]
- Орден Красного Знамени[1]
- Орден Кутузова II степени (19.04.1945)[1]
- Орден Александра Невского (29.07.1944)[1]
- Медали СССР